# Підгуркало (водоспад)
Підгу́ркало — водоспад в Українських Карпатах, у північно-західній частині гірського масиву Горгани. Розташований на південний захід від села Ріпне (Калуський район, Івано-Франківська область). 

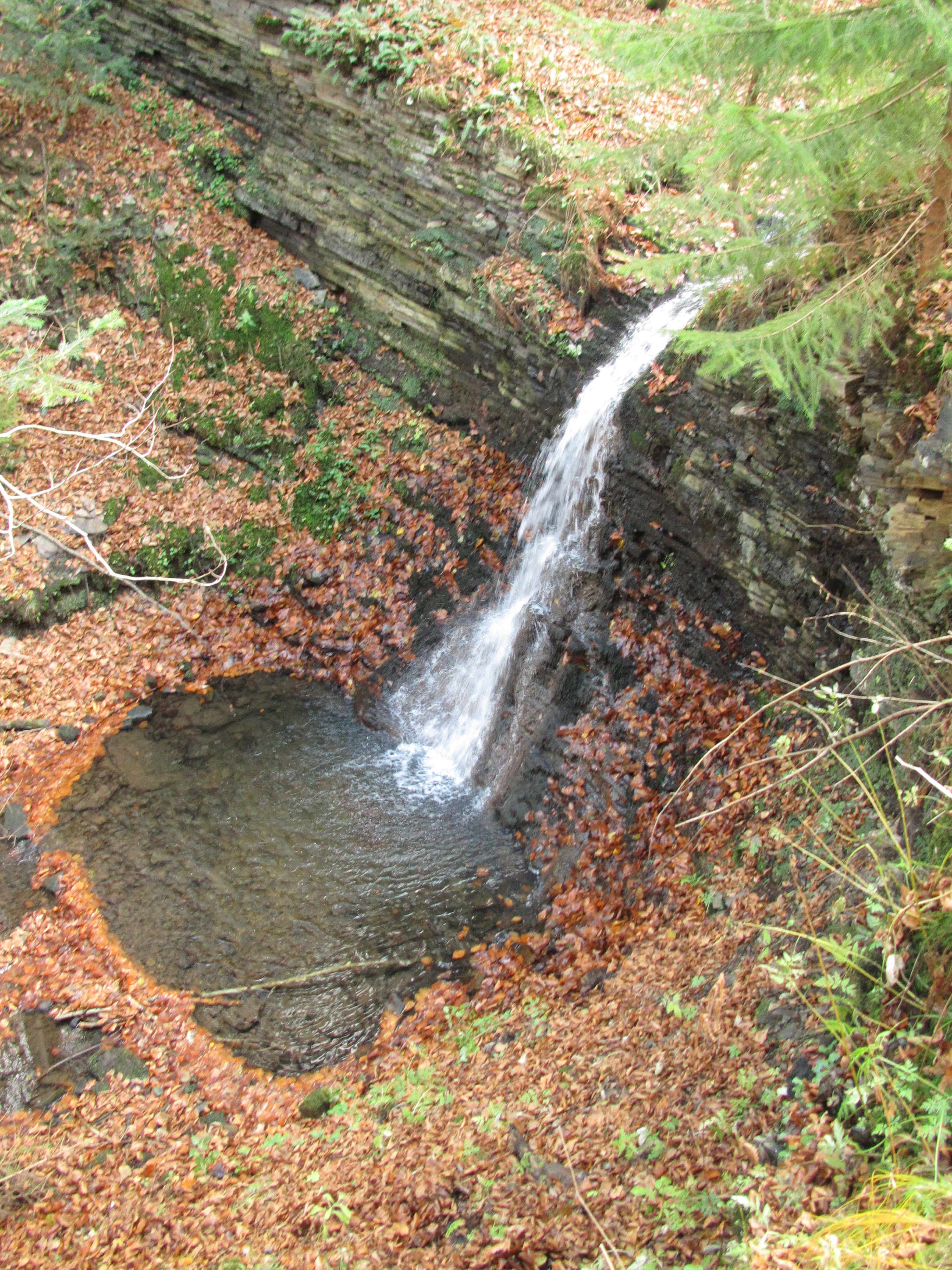

Утворився на невеликому маловодному потоці Рипне (басейн річки Дуба), в місці, де потік перетинає урвище флішового типу. Вода майже прямовисно падає з висоти бл. 5 м. В посушливу пору потік майже пересихає. 
На відстані бл. 1 км від водоспаду розташований ще один туристичний об'єкт — Ріпненський Камінь.